# Nova Rosalândia
Nova Rosalândia è un comune del Brasile nello Stato del Tocantins, parte della mesoregione Ocidental do Tocantins e della microregione del Rio Formoso.